# Bodensee-Thurtalstrasse und Oberlandstrasse
Die Bodensee-Thurtalstrasse (BTS)  und die Oberlandstrasse (OLS) sind zwei sich ergänzende und gemeinsam in Planung befindliche Strassenbauprojekte im Schweizer Kanton Thurgau. Mit dem Ja zum Netzbeschluss haben die Thurgauer Stimmberechtigten am 23. September 2012 einen Grundsatzentscheid für den Bau dieser beiden Entlastungsstrassen gefällt, der tatsächliche Beschluss wird aber auf Bundesebene gefällt.

## Ausgangslage
Anfang des 21. Jahrhunderts ist die Bevölkerung des Kantons Thurgau stark gewachsen. Dadurch ist auch das Verkehrsaufkommen, besonders im Aachtal und im Thurtal, aber auch entlang des Obersees (Bodensee) stark angestiegen. Die bestehende Autobahn A7, die von Winterthur über den Kantonshauptort Frauenfeld zur Landesgrenze bei Kreuzlingen führt, erschliesst nur den westlichen Teil des Kantons. Der Strassenverkehr in der Osthälfte des Kantons erfolgt auf Haupt- und Nebenstrassen.

## Ziel
Die beiden neuen Strassen sollen das Verkehrsaufkommen kanalisieren sowie die Städte und Dörfer im Mittel- und Oberthurgau wirksam vom Durchgangsverkehr entlasten. Es gibt aber an zahlreichen Stellen Zielkonflikte mit der Landwirtschaft und dem Landschaftsschutz.

## Projekte

### Bodensee-Thurtalstrasse (BTS)
Die BTS soll als nicht richtungsgetrennte Autostrasse erstellt werden. Die erlaubte Höchstgeschwindigkeit wird bei 100 km/h liegen, in Tunnels bei 80 km/h. Heute zweigt bereits die A23 beim Autobahndreieck Grüneck von der A7 Richtung Weinfelden ab.
Die BTS wird an den A23-Stümmel bei Eschikofen anschliessen. Weinfelden soll durch den 3,2 Kilometer langen Ottenbergtunnel nördlich umfahren werden. Weiter führt die Strasse über Bürglen und Sulgen nach Amriswil. Dort befindet sich der südöstliche Anschluss der Oberlandstrasse (OLS) nach Kreuzlingen. Die BTS führt weiter nach Arbon, wo sie via die bereits bestehende Autostrasse in die Autobahn A1 münden wird.
Bei der BTS verlaufen voraussichtlich 21 % der Strecke ebenerdig, 60 % liegen in Einschnitten und 19 % sind überdeckt.

### Oberlandstrasse (OLS)
Die OLS wird als Hauptstrasse erstellt. Die Maximalgeschwindigkeit wird zwischen 50 und 80 km/h betragen. Die neue Strasse beginnt beim bestehenden Kreisel bei der Autobahnausfahrt A7 Kreuzlingen Süd und führt südlich von Kreuzlingen Richtung Osten nach Langrickenbach und weiter nach Arbon, wo sie schliesslich in die neue BTS münden wird. Zwei neue Stichstrassen sollen Bottighofen und Scherzingen an die OLS anbinden.
Bei der OLS verlaufen voraussichtlich 20 % der Strecke ebenerdig, 65 % liegen in Einschnitte und 15 % sind überdeckt.

## Kosten
Für den Bau der BTS wird mit Kosten von CHF 1550 Millionen und für die OLS mit CHF 200 Millionen gerechnet. Da die BTS eine Nationalstrasse sein wird (N23), liegen Bau, Finanzierung und der Betrieb der BTS in der Zuständigkeit des Bundes.  
Die OLS mit Kosten von rund 220 Millionen Franken wird vom Kanton Thurgau zu erstellen und zu bezahlen sein. Wie die Finanzierung erfolgen soll, ist noch nicht klar.

## Planung
Es wird geplant, die BTS in 3 Etappen von Ost nach West zu bauen:
1. Etappe:  Bestehende A23 bis westlich von Amriswil
2. Etappe: Amriswil bis östlich von Weinfelden
3. Etappe: Umfahrung Weinfelden mit Ottenbergtunnel bis bestehende A23
Ein genauer Zeitplan besteht noch nicht und ist abhängig davon, wann der Bund Gelder bewilligt.